# Wippenhausen

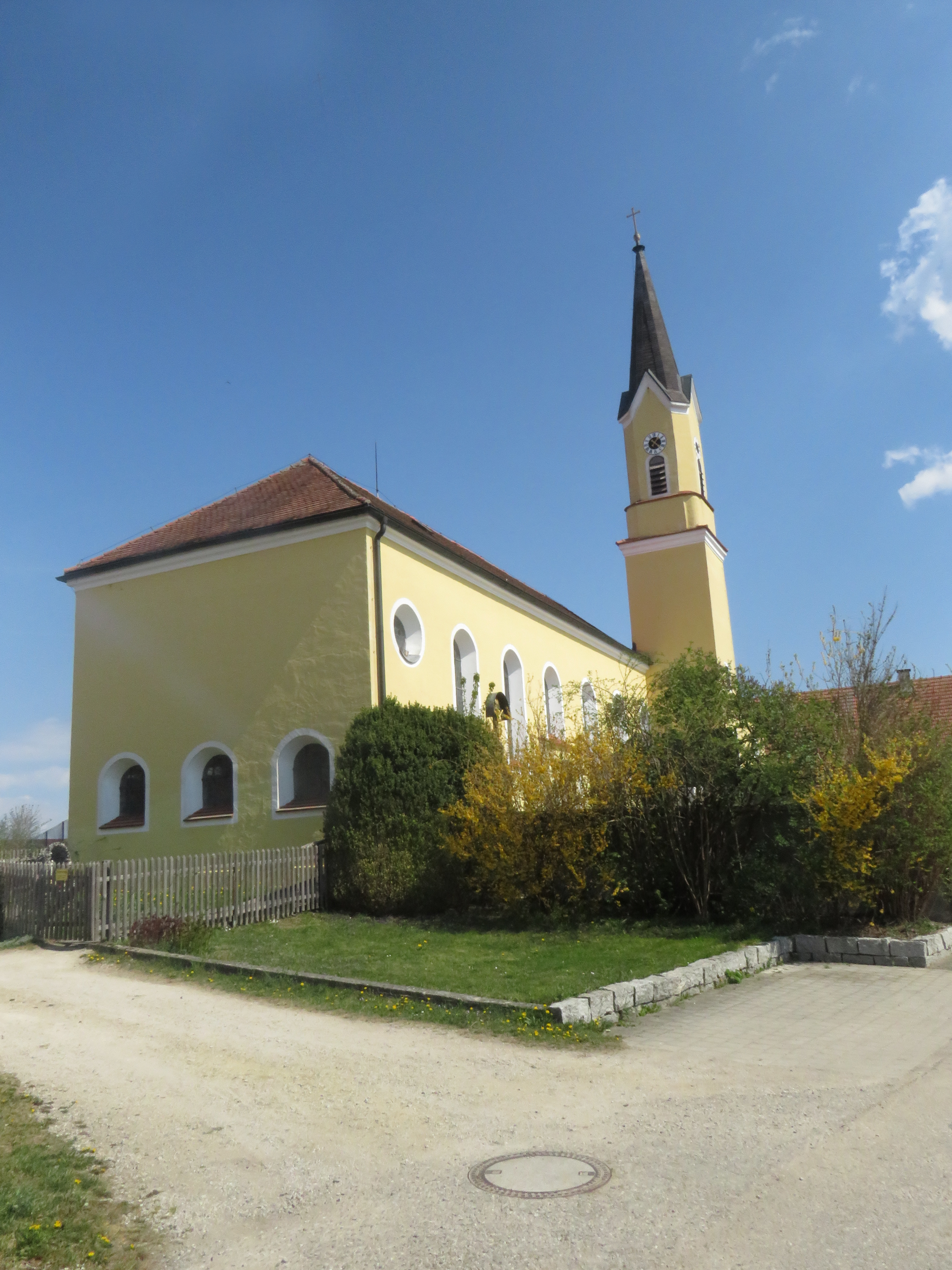
Pfarrkirche St. Nikolaus

Wippenhausen ist ein Gemeindeteil der Gemeinde Kirchdorf an der Amper im oberbayerischen Landkreis Freising in Bayern.

## Geographie
Das Pfarrdorf liegt auf den Höhen des Ampertals nordwestlich von Freising. Wippenhausen ist eine von 15 Ortschaften, welche die Gemeinde Kirchdorf an der Amper bilden. In der Ortschaft leben circa 240 Personen, wobei die Tendenz der Besiedlung aufgrund der räumlichen Nähe zum Flughafen München und zur Stadt Freising ansteigt. Durch die Lage am Ampertal liegt der Ort in einem der größten zusammenhängenden Landschaftsschutzgebiete des Landkreises Freising.

## Geschichte
Erste Zeugnisse menschlicher Besiedlung sind zahlreiche Hügelgräber aus der Frühen und Mittleren Bronzezeit zwischen Wippenhausen und Thalhausen. Ebenfalls nachweisbar sind Spuren keltischer Besiedlung um 500 v. Chr. in Form von Befestigungswällen. Erstmals urkundlich erwähnt wurde Wippenhausen als villa Pup(p)inhusir in der vita Corbiniani des Bischofs Arbeo von Freising Ende des 8. Jahrhunderts.
Der Ortsname leitet sich der Überlieferung nach von Pippin dem Kurzen oder eventuell auch von Pipin von Heristal ab. Pipin soll den Ort gegründet haben. Der Name des Ortes war somit Pipinhausen, woraus dann mit der Zeit Wippenhausen wurde.
Im Mittelalter gehörte Wippenhausen zum Hochstift Freising und kam mit der Säkularisation 1802/3 zu Bayern. Wippenhausen war von der Gemeindegründung durch das Gemeindeedikt von 1818 bis zur Gemeindegebietsreform am 1. Januar 1972 eine eigenständige politische Gemeinde und wurde danach mit den Orten Burghausen, Esterndorf, Hahnbach und Unterberg in die Gemeinde Kirchdorf an der Amper eingegliedert. Der Gebietsteil Ampertshausen wurde nach Kranzberg umgegliedert.

## Baudenkmäler
- Pfarrkirche St. Nikolaus
- Pfarrhaus
- Schulhaus